# Jevstratij Ivanovič Delarov
Jevstratij Ivanovič Delarov (rusky Евстратий Иванович Деларов, řecky Ευστράτιος Ντελάρωφ, 13. prosince 1744 Epirus - 3. března 1806 Petrohrad) byl ruský námořník řeckého původu a prvním historicky zaznamenaným řeckým cestovatelem a obchodníkem s kožešinami v oblasti Aleutských ostrovů a Aljašky.

## Životopis
V mládí se usadil v řecké kolonii v jižním Rusku při pobřeží Černého moře (v dnešní Ukrajině). V první polovině 60. let 18. století již pobýval na Kamčatce, kde sloužil jako námořník a lovec na několika lodích.
V roce 1764 ve službách Ivana Maksimoviče Solovjova, na lodi Petr a Pavel doplul k Aleutským ostrovům a ještě téhož roku se účastnil Solovjevova útoku na Umnak a Unalašku, který byl pomstou za Aleutské povstání na Liščích ostrovech, během kterého byly zničeny čtyři ruské lodě a několik pobřežních obchodních stanic. Při útoku bylo zabito více než 300 Rusů.
Po potlačení povstání Delarov vstoupil do služeb bratrů Ponavových, kteří zaměstnávali i kartografa a navigátora Potapa Zajkova. V jejich službách Delarov do roku 1786 uskutečnil deset velkých objevných a loveckých výprav. Bratrům Ponavovým prokázal natolik záslužné služby při nichž dokázal šetrně hospodařit se svými vydělanými penězi, že již začátkem 70. let 18. století se stal spolupodílníkem několika výprav a spolumajitelem několika lodí. Delarov jako svou hlavní základnu používal přístav na ostrově Unga, který byl pro jeho řecký původ dlouho nazýván Delarov Harbour či Greek Harbour. Celý ostrov byl na některých mapách zaznamenán jako Grekodelarovskoje. V letech 1781-1786 uskutečnil spolu se dvěma dalšími kapitány průzkumné plavby z Ungu do Čugačského zálivu.
V roce 1786 se v Irkutsku setkal s ruským obchodníkem a zakladatelem Rusko-americké společnosti, Grigorijem Ivanovičem Šelechovem, který ho přiměl ke vstupu do jeho služeb s tím, že se stal spolumajitelem několika jeho lodí a vedoucím jeho společnosti v zátoce Tří svatých na ostrově Kodiak.
V letech 1787 až 1791 byl předchůdcem Alexandra Baranova ve funkci výkonného ředitele společnosti Šelechov-Golikov, kde organizoval nové objevitelské plavby a navrhoval zakládání nových ruských osad v Ruské Americe.
V roce 1788 se u ostrova Unalaska objevila španělská objevitelská expedice José Estebana Martinéze, která se pokusila prohlásit Unalasku za španělskou kolonii. Tomuto činu se podařilo Delarovi společně se Zajkovem zabránit. Zajkov v tu dobu plul nedaleko a při vyjednávání využil diplomacii a pohrůžku vojenského střetu, Delarov naopak umně zfalšoval mapy a výrazně nadsadil počty Rusů na Unalašce a okolí.
Později se Delarov stal jedním z velkých akcionářů a přesunul se do Irkutsku. Když byla v roce 1799 založena Rusko-americká společnost, přestěhoval se do Petrohradu, kde i nadále působil jako člen představenstva společnosti až do své smrti v roce 1806.

## Jeho odkaz
Po Delarovovi bylo pojmenováno mnoho zeměpisných míst, včetně Delarových ostrovů a Delarova přístavu. Jeho jméno nese také transportní loď americké armády a Delarov se také až do roku 1898 jmenovalo dnes již zaniklé město Unga.